# Municipio Sucre (Miranda)

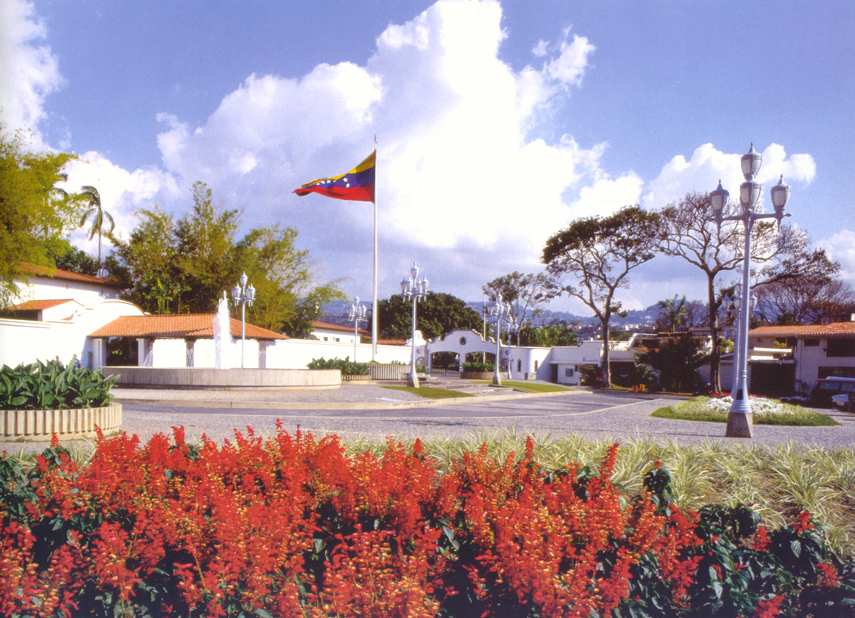
Residencia Presidencial La Casona, ubicada en el Municipio Sucre

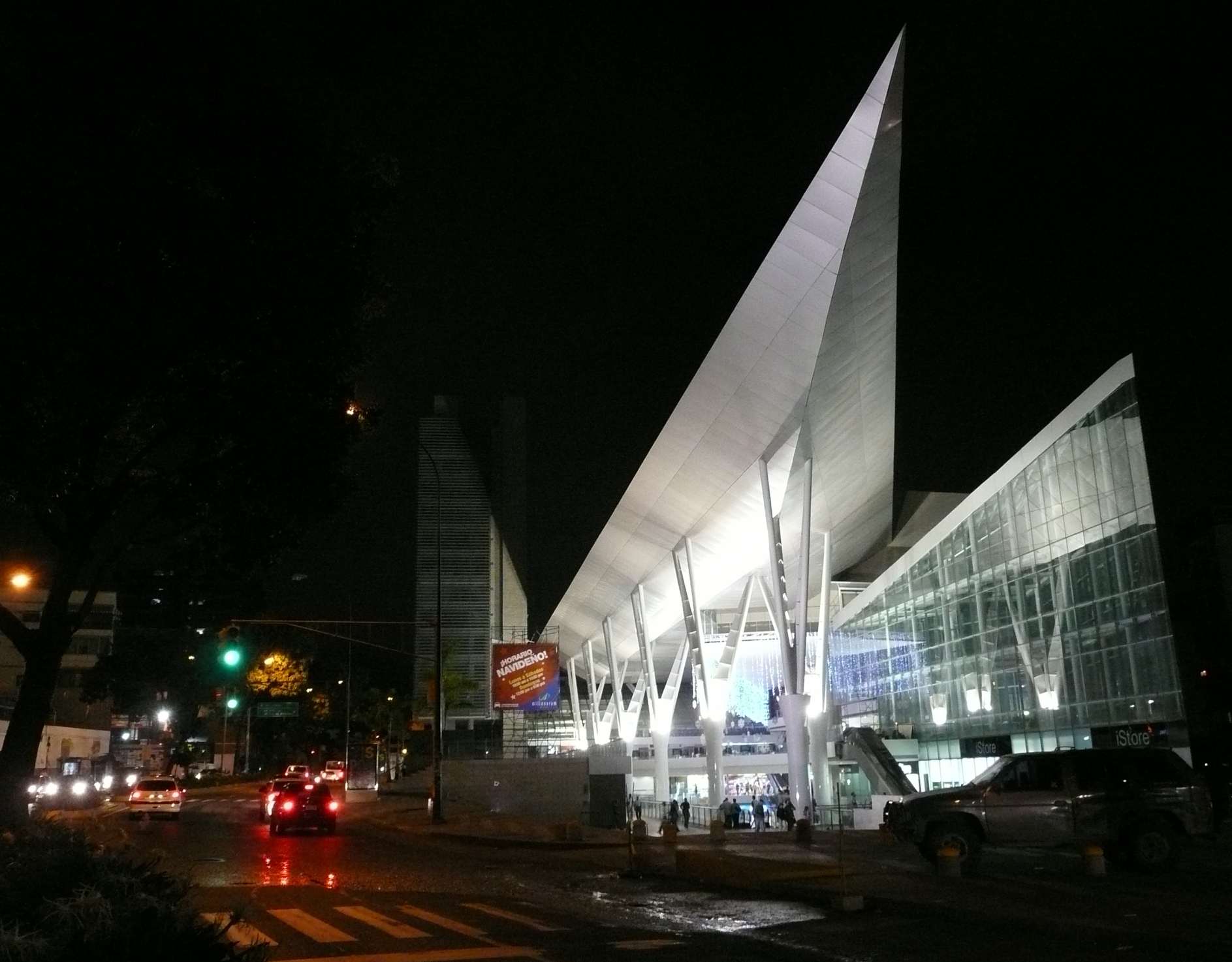
Millenium Mall en la avenida Rómulo Gallegos, Parroquia Leoncio Martínez, Municipio Sucre

Sucre es un municipio ubicado en el noroeste del estado venezolano de Miranda. Con una superficie de 164 km², es el décimo municipio más pequeño del estado, y limita al Norte con el Estado La Guaira, al Sur con El Hatillo y Santa Lucía, al Este con Guarenas, y al Oeste con Chacao y Baruta. Está integrado en la conurbación denominada la Gran Caracas, (más sin embargo no pertenece a Caracas como tal), junto a Caracas, Chacao, El Hatillo, y el Municipio Baruta. Está compuesto por cinco parroquias y ciudades: Caucagüita, Filas de Mariche, La Dolorita, Leoncio Martínez, y la capital, Petare.
Con 1 287 081 habitantes, es el municipio más poblado del estado. Con 420 610 habitantes, su capital es la ciudad más poblada del estado y la décima del país. Con una densidad poblacional de 4162.91, es el municipio más hacinado del estado.

## Historia
El casco histórico de Petare, está ubicado sobre una elevación de 840 m s. n. m. y esta zona es la capital del municipio. La palabra Petare, está compuesta por los fonemas "Pet" (cara) y "Are" (río), esto alude a que este sitio está de cara o frente al Río Guaire; y este fue designado así por los aborígenes conocidos como Mariche, quienes pertenecieron a la familia lingüística de Los Caribes. Esto motivó a los conquistadores españoles a escogerlo como sitio ideal para la fundación del pueblo de "Dulce Nombre de Jesús de Petare", que se remonta al 17 de febrero de 1621. Este pequeño pueblo, estaba caracterizado en su antigüedad por la singularidad del trazado ortogonal de sus calles (de estructura cerrada). 
Entre 1811 y 1819 el actual territorio de Sucre formaba parte de la Provincia de Caracas. En 1822 se crea el Cantón de Petare con los sectores de Baruta y El Hatillo bajo su jurisdicción. En 1853 se reorganizan las parroquias del Cantón. En 1864 pasa a ser parte del Estado Caracas, y el nombre cantón es sustituido por el de Departamento. En 1879 pasa a formar parte del Estado Centro y en 1881 del Estado Guzmán Blanco.
El Gobierno del General Antonio Guzmán Blanco creó el Distrito Urbaneja en 1880, recibiendo al año siguiente un nuevo nombre "Distrito Sucre" con Petare como sede del Gobierno local. En 1904 su territorio se anexa al Distrito Federal hasta 1909 cuando vuelve a formar parte de la Jurisdicción del Estado Miranda. En 1959 el hasta entonces dueño particular de la Hacienda donde se asentaba La Dolorita decide vender los terrenos al Concejo Municipal del Distrito Sucre.
En 1975 se crea en el sector Fila de Mariches el parque metropolitano La Pereza, después llamado parque nacional Fila de Mariches  (1977) y actualmente llamado parque de recreación Los Mariches espacio de 34 hectáreas destinado a proteger a la fauna y flora que bordea el embalse la Pereza.
Como resultado de la reforma de la Ley Orgánica de Régimen Municipal promulgada en junio de 1989, el antiguo Distrito Sucre del Estado Miranda fue objeto de un proceso progresivo de reorganización territorial. Esta reforma impulsó la descentralización administrativa y permitió la creación de nuevas entidades municipales autónomas.
En este contexto, los territorios de Baruta, Chacao y El Hatillo fueron separados del Distrito Sucre y constituidos como municipios autónomos con alcaldes electos por voto popular.
- Baruta obtuvo su autonomía en 1989.
- Chacao y El Hatillo alcanzaron su autonomía en 1992, tras la aprobación de sus respectivas leyes de creación por parte de la Asamblea Legislativa del estado Miranda.

Las parroquias restantes del antiguo distrito pasaron a conformar el actual Municipio Sucre del estado Miranda, con capital en Petare, consolidando así su estatus como una de las jurisdicciones más pobladas y complejas del Área Metropolitana de Caracas.
Con la constitución de 1999 el Municipio pasa a ser uno de los 5 que conformaron el Distrito Metropolitano de Caracas.

## Geografía

### Límites
- Al norte: el estado La Guaira.
- Al sur y al oeste : los municipios Chacao, Baruta y El Hatillo (pertenecientes al estado Miranda y al Distrito Metropolitano de Caracas).
- Al este: el municipio Plaza (perteneciente al estado Miranda).[8]

### Organización parroquial
El municipio se encuentra dividido en 5 parroquias, tiene 164 km² de extensión y está ubicado en el este de Caracas.
| Parroquia        | Superficie | Población (2010) | Densidad        |
| ---------------- | ---------- | ---------------- | --------------- |
| Caucagüita       | 54 km²     | 64.048 hab.      | 1.186 hab./km²  |
| Fila de Mariches | 36 km²     | 34.274 hab.      | 952 hab./km²    |
| La Dolorita      | 11 km²     | 84.041 hab.      | 7640 hab./km²   |
| Leoncio Martínez | 23 km²     | 64.457 hab.      | 2.802 hab./km²  |
| Petare           | 40 km²     | 409.706 hab.     | 10.243 hab./km² |
| Municipio Sucre  | 164 km²    | 656.556 hab.     | 4.003 hab./km²  |

## Demografía
Tiene 1 187 081habitantes ( para el 2016) y una densidad de 9.935 hab/km². Aproximadamente el 99,82% de los habitantes, viven en áreas urbanas.

## Turismo

### Lugares de interés
- Casco histórico de Petare

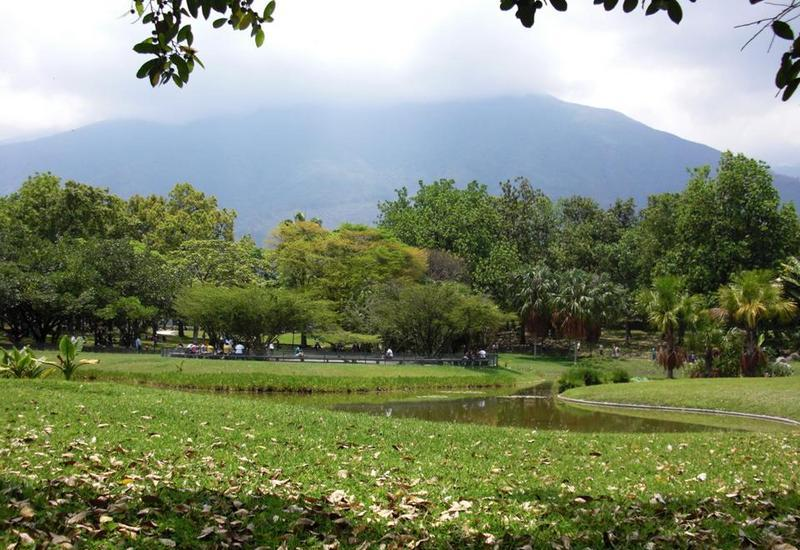
Parque del Este Municipio Sucre

- Parque Generalísimo Francisco de Miranda (conocido como parque del Este)

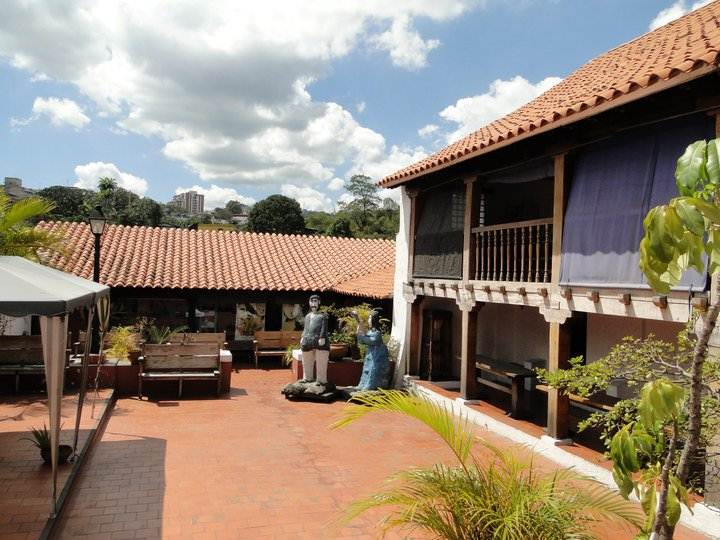
Centro histórico de Petare, Municipio Sucre

- Parque Bolívar
- Parque Los Chorros
- Millenium Mall
- Centro Comercial Líder
- Centro Comercial Xpress
- Centro Comercial Galerías Sebucan
- Centro Empresarial Ciudad Center
- Centro Comercial Boleíta Center
- Palacio del Concejo Municipal
- Unicentro El Marqués
- Parque nacional El Ávila

## Política y gobierno
El municipio Sucre es una de las jurisdicciones creadas a partir de la división del antiguo Distrito Sucre. Cada 4 años sus habitantes eligen los cargos de: alcalde (poder ejecutivo), concejales (poder legislativo). También se eligen concejales para la Alcaldía Metropolitana de Caracas y concejales al cabildo de la ciudad.

### Poder Ejecutivo
El Alcalde es la primera autoridad civil del municipio y jefe del ejecutivo municipal. Es electo por los ciudadanos inscritos en la jurisdicción electoral del municipio y su período es de 4 años con derecha a reelección. El Alcalde actual de Sucre es José Vicente Rangel Ávalos, perteneciente al PSUV.
| Periodo               | Alcalde                    | Partido Político / Alianza | % de votos | Notas |
| --------------------- | -------------------------- | -------------------------- | ---------- | --- |
| 1989 - 1992           | Enrique Mendoza            |                            | 37,26      | Primer alcalde bajó elecciones directas |
| 1992 - 1995           | Enrique Mendoza            |                            | 52,30      | Reelecto |
| 1995 - 2000           | Raoul Bermúdez             |                            | -          | Segundo alcalde bajó elecciones directas.(se realizaron elecciones generales adelantadas en el 2000 debido a la aprobación de la Constitución de 1999) |
| 2000 - 2004           | José Vicente Rangel Ávalos |                            | 29,98      | Tercer alcalde bajo elecciones directas |
| 2004 - 2008           | José Vicente Rangel Ávalos |                            | 50,91      | Reelecto |
| 2008 - 2013           | Carlos Ocaríz              |                            | 55,60      | Cuarto alcalde bajó elecciones directas.(se postergan 1 año las elecciones municipales pautadas para finales del 2012)                                 |
| 2013 - 2017           | Carlos Ocaríz              |                            | 52,79      | Reelecto |
| 2017 - 2021           | José Vicente Rangel Ávalos |                            | 59.93[7]   | Quinto alcalde bajó elecciones directas |
| 2021 - 02/2025        | José Vicente Rangel Ávalos |                            | 53.48      | Reelecto |
| 02/2025 - en el cargo | Diógenes Lara              |                            | -          | Asume de manera encargada la alcaldía debido a la renuncia de José Vicente Rangel Ávalos                                                               |

### Concejo municipal
Ver: Anexo: Concejo Municipal Sucre (detalles y composición histórica)
El Concejo Municipal es el órgano legislativo del municipio. Fue creado en 1989 con la creación del municipio y desde entonces cuenta con 13 integrantes o Concejales. 
Composición Actual (2021 - 2025)
| Concejales:       | Partido político / Alianza |
| ----------------- | -------------------------- |
| Gabriela Berríos  | PSUV                       |
| Yasmin Jiménez    | PSUV                       |
| Richard Charris   | PSUV                       |
| Jonathan Castillo | PSUV                       |
| Gladys Arboleda   | PSUV                       |
| Abraham Aparicio  | PSUV                       |
| Jesus Zerpa       | PSUV                       |
| María Marrugo     | PSUV                       |
| María Collantes   | PSUV                       |
| Wilfredo Villegas | FV                         |
| Vicente Vazquez   | FV                         |
| José Pacheco      | FV                         |
| Tadeo Rada        | MUD                        |